# لورا دوغلاس (منافسة ألعاب القوى)
لورا دوغلاس (بالإنجليزية: Laura Douglas) هي منافسة ألعاب القوى بريطانية، ولدت في 4 يناير 1983.